# U.S. Route 163 (Arizona)
La U.S. Route 163 o Ruta Federal 163 (abreviada US 163) es una autopista federal ubicada en el estado de Arizona, Estados Unidos. La autopista inicia en el sur desde la US 160     en Kayenta hacia el norte en Monument Valley. La autopista tiene una longitud de 8 km (5 mi).

## Mantenimiento
Al igual que las carreteras estatales, las carreteras interestatales, y el resto de rutas federales, la U.S. Route 163 es administrada y mantenida por el Departamento de Transporte de Arizona por sus siglas en inglés ADOT.

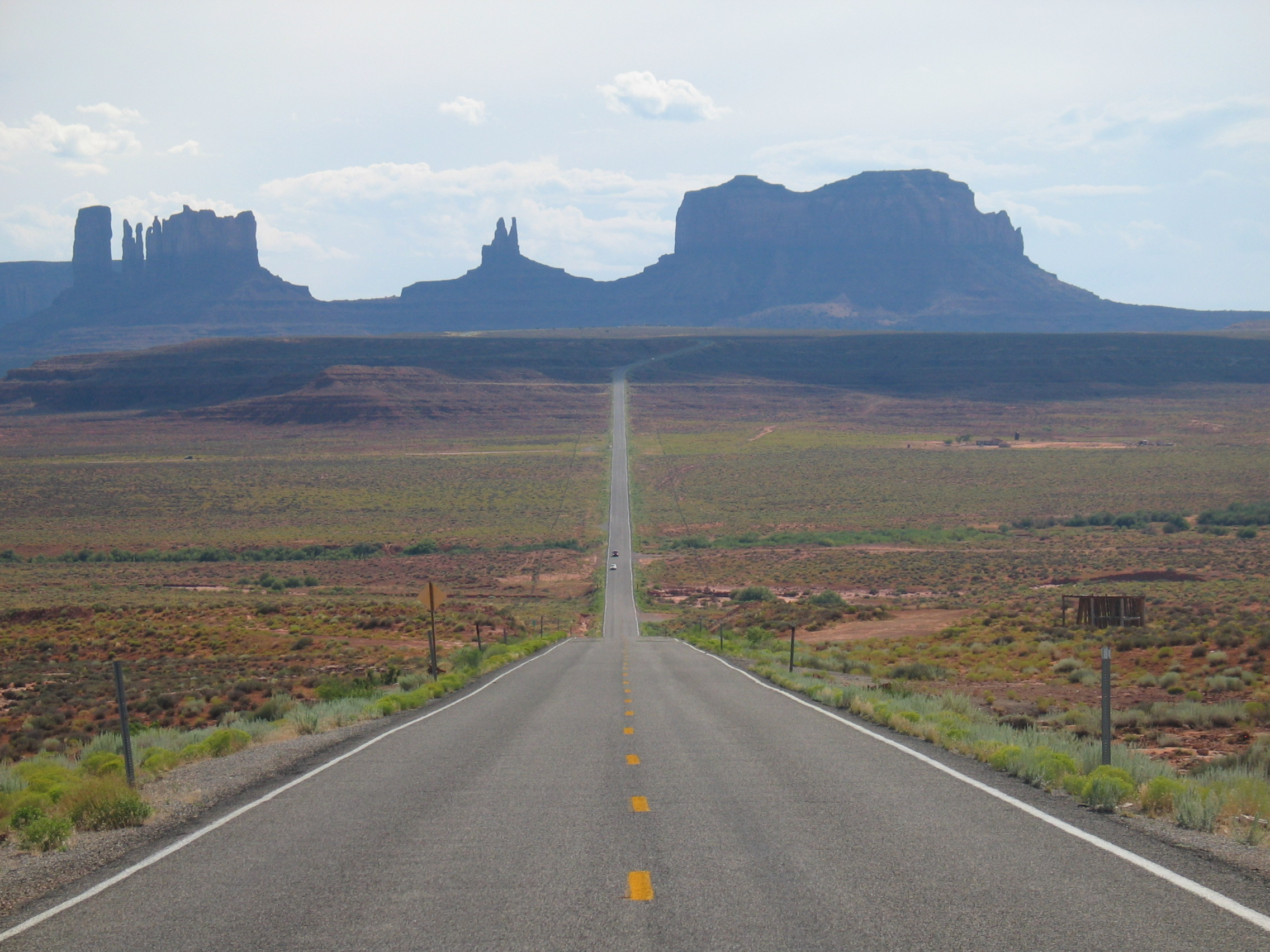
U.S. Highway 163
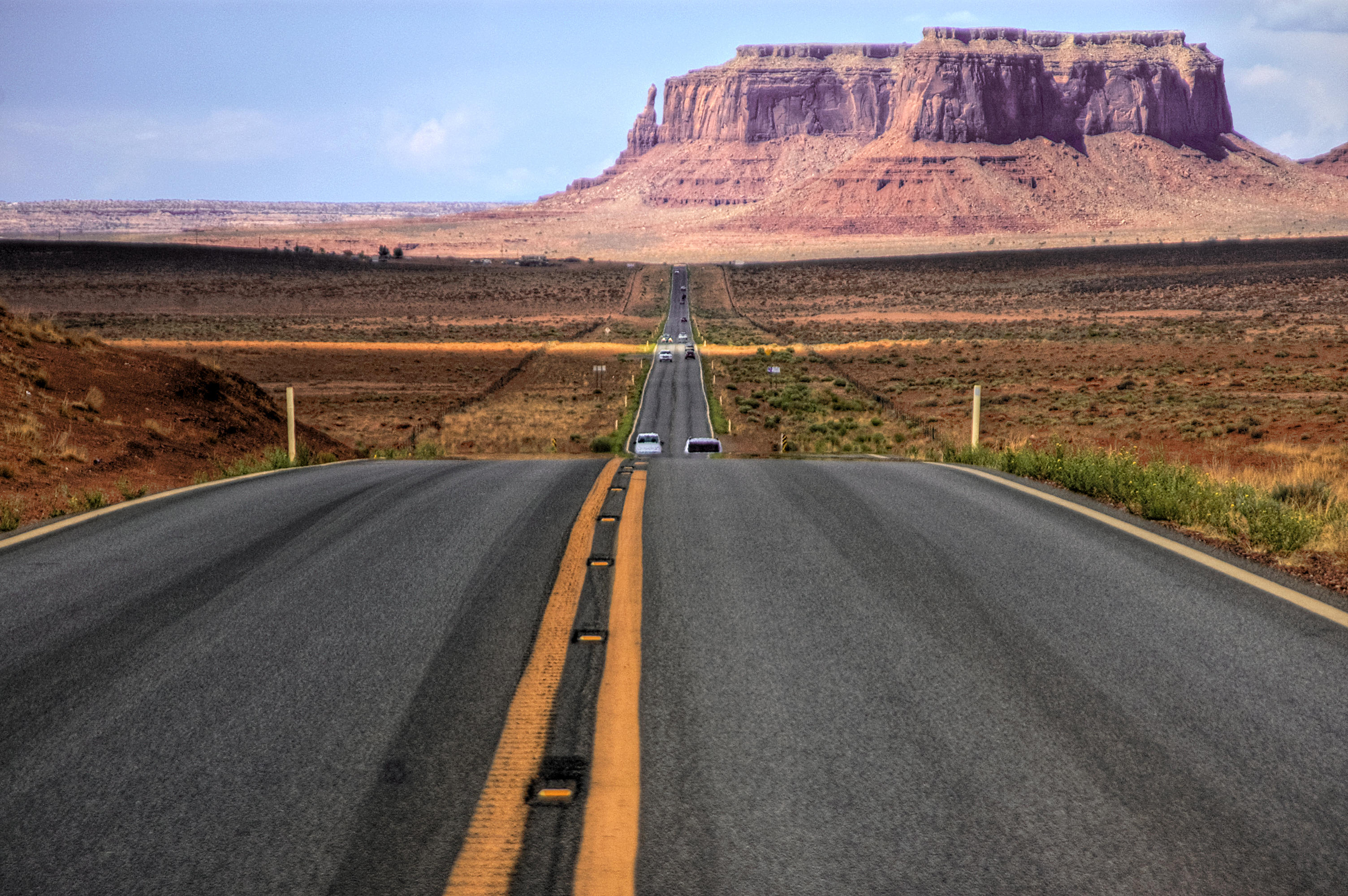
US 163: Monument Valley
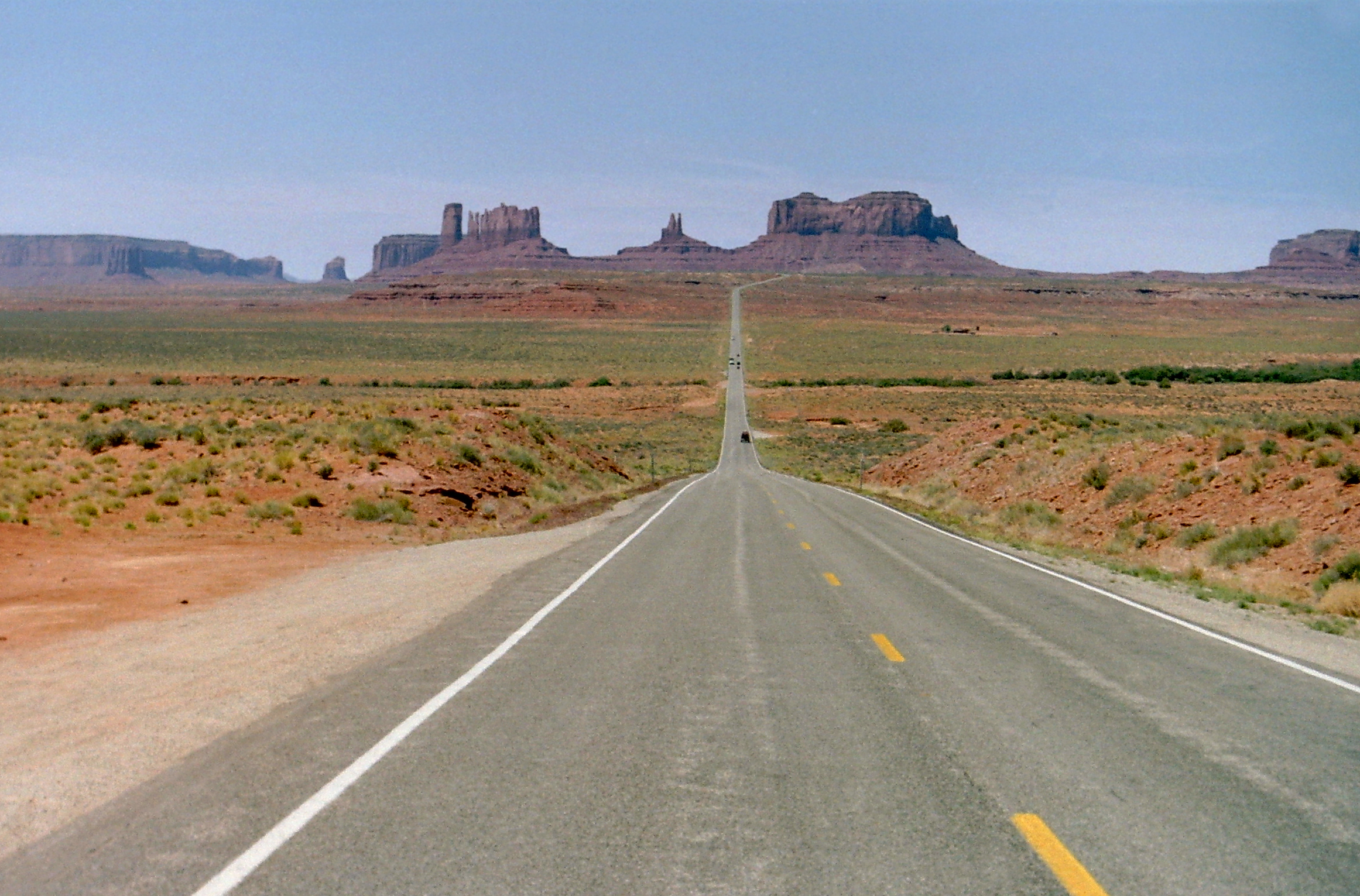
US 163: Navajoland
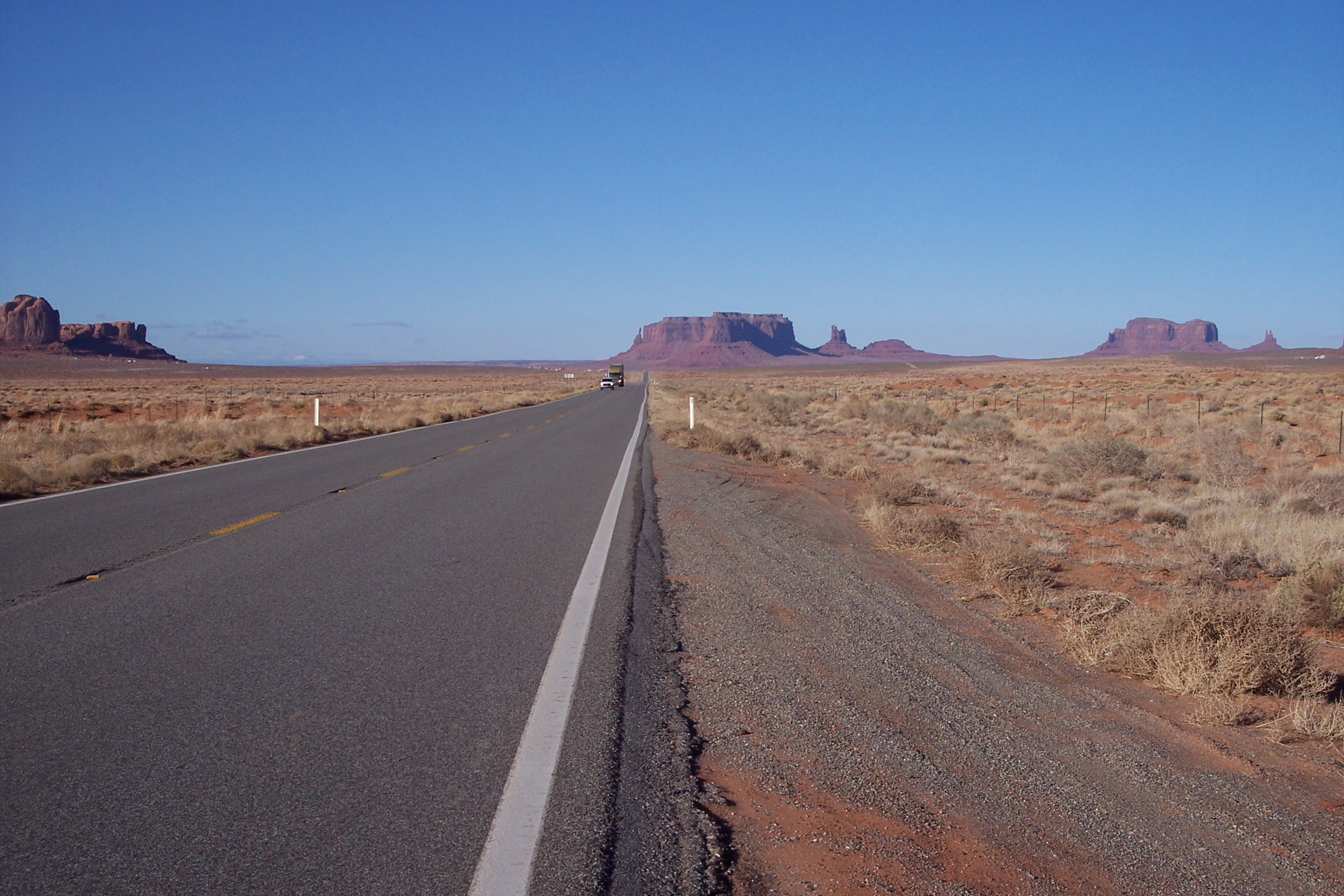
Monument Valley